# Departamento de Valle Viejo
Departamento de Valle Viejo är en kommun i Argentina.   Den ligger i provinsen Catamarca, i den norra delen av landet, 1 000 km nordväst om huvudstaden Buenos Aires. Antalet invånare är 23 707.
Omgivningarna runt Departamento de Valle Viejo är i huvudsak ett öppet busklandskap. Runt Departamento de Valle Viejo är det ganska glesbefolkat, med 45 invånare per kvadratkilometer.